# She Belongs to Me
«She belongs to me» es una canción de Bob Dylan, editada por primera vez como la segunda pista en su álbum Bringing It All Back Home. 
La canción ha sido interpretada por otros muchos artistas, entre ellos The Grateful Dead, The Flying Burrito Brothers, Leon Russell, Harry Connick, Jr, The Nice Y Ricky Nelson.